# Gabriel Bujor
Gabriel Bujor (n. 8 noiembrie 1990, Tecuci, Galați, România) este un jucător român de handbal care joacă pentru AHC Dunărea Călărași și pentru echipa națională a României.

## Realizări
- Liga Națională: 
  - Medaliat cu argint : 2012, 2013, 2014

## Premii individuale
- Liga Națională

Cel mai bun marcator:2017, 2018

## Viața personală
Are un frate geamăn pe nume Mihai Bujor care este, de asemenea, handbalist.